# جاك آدامز (لاعب هوكي جليد)
جاك آدامز هو لاعب هوكي جليد كندي، ولد في 5 مايو 1920 في كالغاري في كندا، وتوفي في 21 أغسطس 1996 في سوري في كندا.

## وصلات خارجية
- جاك آدامز (لاعب هوكي جليد) على موقع دوري الهوكي الوطني (الإنجليزية)
- جاك آدامز (لاعب هوكي جليد) على موقع قاعة مشاهير الهوكي (لاعب أن.إتش.أل) (الإنجليزية)
- جاك آدامز (لاعب هوكي جليد) على موقع EliteProspects.com (الإنجليزية)
- جاك آدامز (لاعب هوكي جليد) على موقع HockeyDB.com (الإنجليزية)
- جاك آدامز (لاعب هوكي جليد) على موقع Hockey-Reference.com (الإنجليزية)